# Pavel Gubarev
Pavel Yuryevich Gubarev (em russo:  Па́вел Ю́рьевич Гу́барев, pronunciado [ˈpavʲɪl ˈjʉrʲjɪvʲɪdʑ ˈɡubərʲɪf]; em ucraniano:  Павло Юрійович Губарєв; nascido em 10 de fevereiro de 1983) é um ativista ucraniano pró-Rússia autodeclarado "Governador Popular" da Região de Donetsk na Assembleia Regional em 3 de março de 2014, após separatistas tomarem o prédio. Gubarev havia se declarado anteriormente líder das Milícias Populares de Donbas. Foi escamoteado por outros líderes separatistas e impedido de participar das Eleições parlamentares de Donbas de 2014, mas indicado pela República Popular de Donetsk como prefeito do raion de Yasynuvata em 2016. 
Logo após declarar-se "Governador Popular" em 6 de março de 2014, Gubarev foi preso pelas Serviço de Segurança da Ucrânia (SBU) por "promoção de separatismo" e "tomada ilegal de poder". Ele cumpriria até dez anos de prisão. Em 7 de maio de 2014, foi liberto em uma troca por oficiais da SBU detidos anteriormente pelas Milícias Populares de Donbas.

## Primeiros Anos
Gubarev formou-se em História na Universidade Nacional de Donetsk, e mais tarde se tornou empregado em uma agência de publicidade de Donetsk. Em 2007 fundou e serviu como diretor na companhia "Morozko", que fornecia animadores contratados do personagem Ded Moroz (Papai Noel) na região.

## Carreira e atividades
Gubarev era membro do Partido Progressista Socialista da Ucrânia, um partido pró-Rússia com base na região sudeste do país.  De acordo com um conhecido não identificado, Gubarev advoga as ideias do pan-eslavismo. Nos anos anteriores era membro do grupo paramilitar neonazista União Nacional Russa. Gubarev já agradeceu publicamente esse grupo por ter lhe dado treinamento militar. Na mesma entrevista, disse não ser um nacionalista radical e se descreveu como "centro-esquerda".
Em 1 de março de 2014, cidadãos pró-russos em um encontro na Praça Lênin no centro de Donetsk, elegeram Gubarev como governador da região.
Desde o início da Crise da Crimeia de 2014, liderou manifestantes pró-Rússia que bloquearam e ocuparam o prédio da Administração Regional de Estado de Donetsk.
Durante uma coletiva de impressa com jornalistas em 6 de março de 2014, Gubarev declarou que seu objetivo principal como governador autoproclamado era declarar um referendo sobre a situação territorial do Oblast de Donetsk, o não reconhecimento do novo governo ucraniano e o não reconhecimento do governador de Donetsk, Serhiy Taruta.
Em 6 de março de 2014 o Serviço de Segurança da Ucrânia deteve Gubarev. Logo após sua detenção, foi declarado que havia sido levado em prisão para Kiev. Ele foi mais tarde acusado de querer causar dano "à integridade territorial e à independência do Estado".
Em 16 de março, uma multidão de manifestantes invadiram os prédios governamentais de Donetsk exigindo sua libertação.
Em 7 de maio de 2014, Gubarev e outros dois ativistas pró-Rússia foram libertos em uma troca por oficiais da SBU, detidos anteriormente pela milícia popular de Donetsk.
Em outubro de 2014, durante uma tentativa fracassada de assassinato, Gubarev perdeu controle do carro que dirigia quando foi alvejado por tiros de arma de fogo, sofrendo um ferimento na cabeça. Mais tarde, recobrou a consciência e foi transferido da unidade de tratamento intensivo para a ala comum do hospital.
Gubarev foi excluído pela comissão eleitoral de participar nas Eleições parlamentares de Donbas de 2014 "pois seu partido não foi capaz de organizar uma conferência de fundação".
No início de 2016, Gubarev foi indicado prefeito do Raion de Yasynuvata pela República Popular de Donetsk.
Após a morte de Alexander Zakharchenko, haveria o que foi descrito como eleições na República Popular de Donetsk em 11 de novembro de 2018. Em setembro de 2018, Pavel Gubarev foi a Moscou e obteve permissão para se candidatar ao posto de chefe da República Popular de Donetsk. Ele e seus apoiadores coletaram 15.000 assinaturas para seus documentos de nomeação (a lei exige apenas 10.000 assinaturas). Sua candidatura desagradou Denis Pushilin, que tomou para si a chefia da República Popular de Donetsk, e foi posta uma pressão sobre Gubarev.
Em 29 de setembro de 2018, a esposa de Gubarev, Ekaterina, foi presa e temporariamente detida para impedir que participasse da convenção partidária Donbas Livre, sendo assim excluída da lista partidária para as chamadas eleições do Conselho Popular da República Popular de Donetsk em 11 de novembro. Na convenção, o movimento Donbas Livre foi tomado pelos apoiadores de Denis Pushilin.  Após o incidente, Ekaterina Gubareva se mudou para Rostov-on-Don.  No início de outubro de 2018, a comissão eleitoral concluiu que as assinaturas nos documentos de nomeação de Gubarev eram inválidas, estratégia usada com frequência por autoridades na Rússia para excluir candidatos.